# 상하이 영화 그룹
상하이 영화 그룹(Shanghai Film Group, 上海電影集團公司)은 상하이 미디어 앤 엔터테인먼트 그룹(Shanghai Media & Entertainment Group) 대기업 산하의 영화, 애니메이션, 다큐멘터리 제작사이다. 2001년에는 중화인민공화국 상하이시에 위치한 여러 스튜디오의 결합으로 발표되었다.

## 역사
개별 엔터테인먼트 제작 허브 중 상당수는 1890년대부터 국가 예술과 문화의 중심지였다. 1950년 중화인민공화국이 건국된 후 상하이 전역에 수많은 스튜디오가 설립되었다. 많은 기업이 유사한 기능을 제공하는 소규모 회사와 합병할 것이다.
2017년 1월까지 상하이 영화 그룹은 완다 그룹에 이어 중국에서 두 번째로 큰 영화 전시업체가 되었다. 2017년 1월 19일, 상하이 영화 그룹과 화화 미디어는 3년 동안 모든 파라마운트 픽처스 영화의 최소 25%에 자금을 조달할 것이라고 밝혔다. 이번 거래에서 상하이 영화 그룹과 화화 미디어는 파라마운트의 영화를 중국에서 배급하고 마케팅하는 데 도움을 줄 것이다.